# Gare d'Erembodegem
La gare d'Erembodegem est une gare ferroviaire belge de la ligne 50, de Bruxelles-Nord à Gand-Saint-Pierre, située à Erembodegem section de la ville d'Alost, dans la province de Flandre-Orientale en région flamande.
Elle est mise en service en 1860 par l'administration des chemins de fer de l'État belge. C'est une halte voyageurs de la Société nationale des chemins de fer belges (SNCB) desservie par des trains InterCity (IC), Suburbains (S) et Heure de pointe (P).

## Situation ferroviaire
Établie à 12 m d'altitude, la gare d'Erembodegem est située au point kilométrique (PK) 26,822 de la ligne 50, de Bruxelles-Nord à Gand-Saint-Pierre, entre les gares de Denderleeuw et d'Alost.

## Histoire
La « station d'Erembodegem » est mise en service le 15 octobre 1860 entre Alost et Denderleeuw par l'administration des chemins de fer de l'État belge, sur une section ouverte à l'exploitation le 7 avril 1855. Elle n'est ouverte qu'au trafic des marchandises.

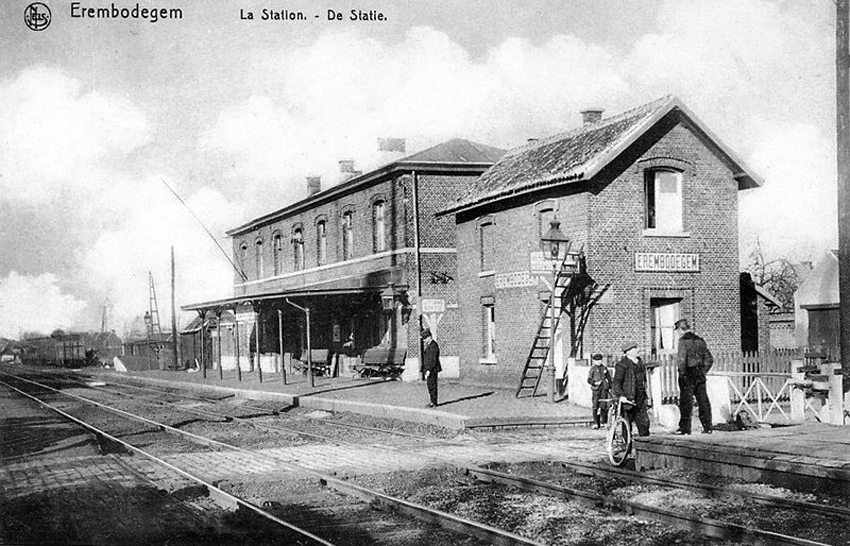
Intérieur de la gare vers 1900.

La construction du bâtiment des recettes est adjugée le 21 août 1861, dans la salle d'attente de la gare de Bruxelles-Nord. Le 11 juin 1862, un arrêté royal déclare d'utilité publique l'agrandissement de la station, permettant l'expropriation pour l'acquisition du terrain nécessaire à l'augmentation de la surface de l'emprise. L'ouverture aux voyageurs et bagages a lieu le 20 octobre 1862. Le 9 février 1863 a lieu l'adjudication de la fourniture et de la pose des portes et fenêtres du nouveau bâtiment des recettes de la gare d'Erembodegem tandis que le auvent est adjugé le 22 décembre 1864.
À la différence des autres gares de cette section de la ligne 50, dues à l'architecte missionné par la Compagnie du Dendre-et-Waes, celui d'Erembodegem est plus dépouillé et réalisé par les Chemins de fer de l’État belge. Il possède une série de similitudes avec plusieurs gares de la même époque et pourrait avoir eu cinq travées à l'origine comme Tronchiennes et Havinnes, adjugés simultanément. Il jouxte une maison de garde-barrière qui pourrait remonter à l'ouverture de la ligne.
En mauvais état en 1972 — la partie donnant sur le nouveau tunnel sous voies devant être étançonnée —'ancien bâtiment est détruit, sans doute à la fin des années 1970, pour laisser la place à une nouvelle construction attribuée à l'architecte Julien Moens.
Depuis le 28 juin 2013, la gare est devenue un point d'arrêt et le guichet est définitivement fermé.
Le bâtiment est rasé en 2016-2017, et remplacé par un vaste abri pour les vélos.

## Service des voyageurs

### Accueil
Halte SNCB, c'est un point d'arrêt non géré (PANG) à accès libre. Elle est équipée d'un automate pour l'achat de titres de transports.
Des souterrains permettent la traversée des voies et le passage d'un quai à l'autre.

### Desserte
Erembodegem est desservie par des trains Intercity (IC), Suburbains (S) et Heure de pointe (P) de la SNCB, qui effectuent des missions sur la ligne commerciale : 50 (Bruxelles - Gand) (voir brochure SNCB de la ligne 50).
En semaine, la gare est desservie toutes les heures par :
- des trains IC de Landen à Gand-Saint-Pierre ;
- des trains S4 de Malines à Alost, via Bruxelles-Luxembourg ;
- des trains S10 de Bruxelles-Midi à Alost ;

Ces trois dessertes régulières sont renforcées par dix trains d'heure de pointe :
- deux trains P de Gand-Saint-Pierre à Schaerbeek (le matin, retour l’après-midi) ;
- deux trains S10 supplémentaires d'Alost à Bruxelles-Midi (le matin, retour l’après-midi) ;
- un train P de Grammont à Gand-Saint-Pierre, via Denderleeuw (le matin) ;
- un train P d'Alost à Grammont (l’après-midi).

Les week-ends et jours fériés, Erembodegem ne possède que deux dessertes par heure :
- des trains IC de Landen à La Panne via Bruxelles-Aéroport, Alost et Gand ;
- des trains S10, de Bruxelles-Midi à Alost.

Les installations de la gare en 2009
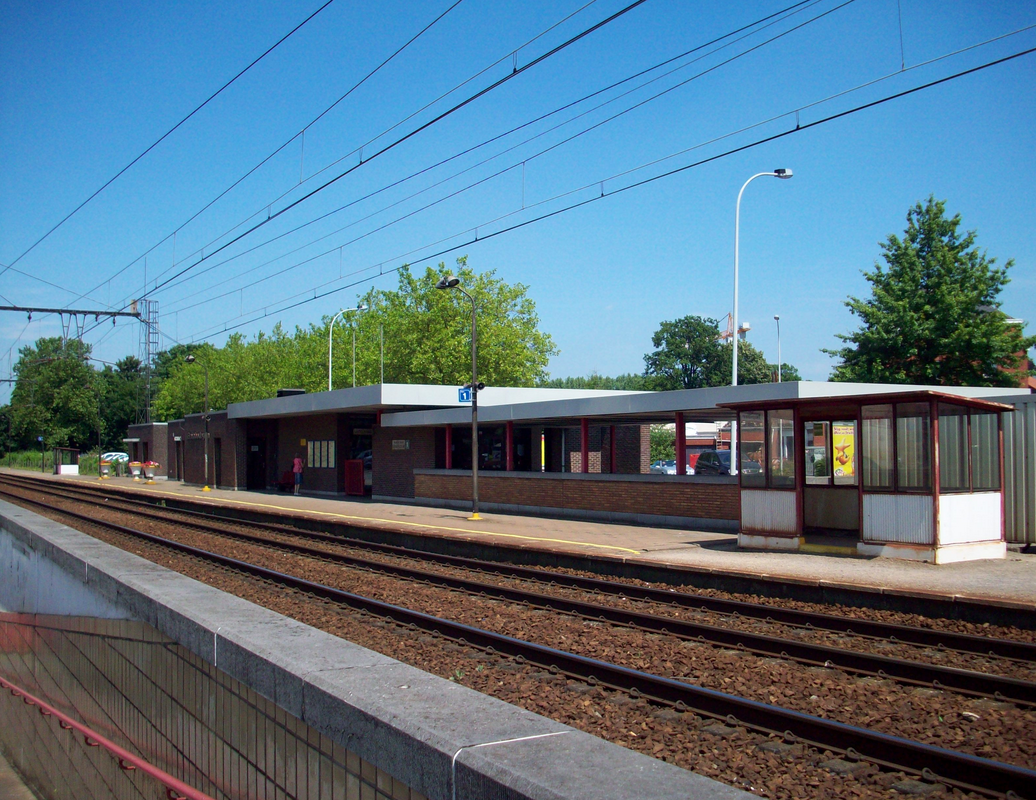
Bâtiment principal.
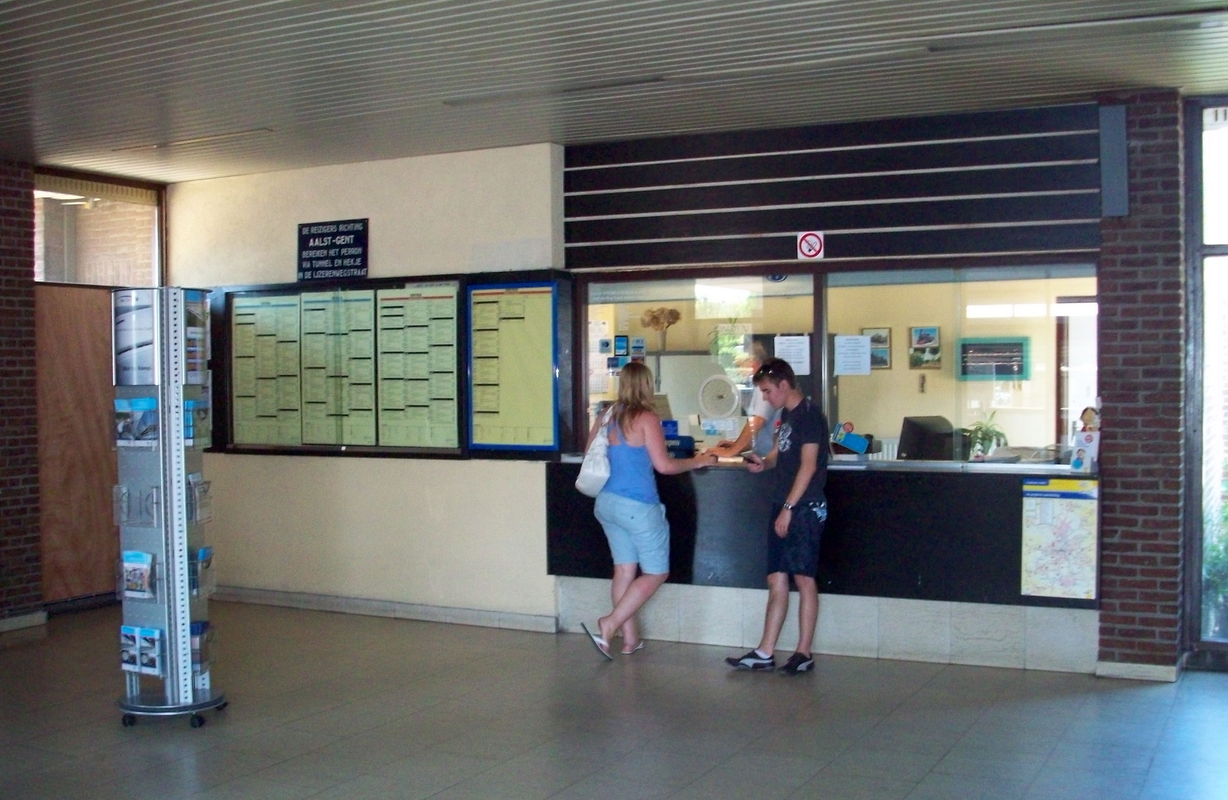
Anciens Hall et guichets.
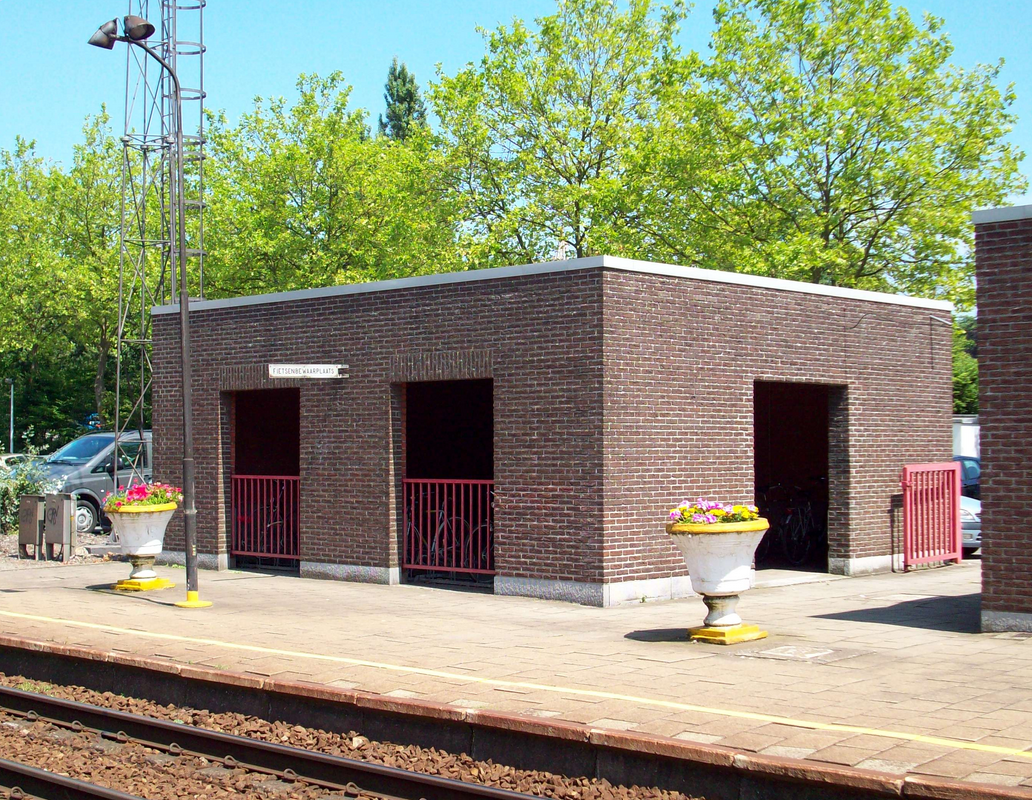
Abri à vélos.
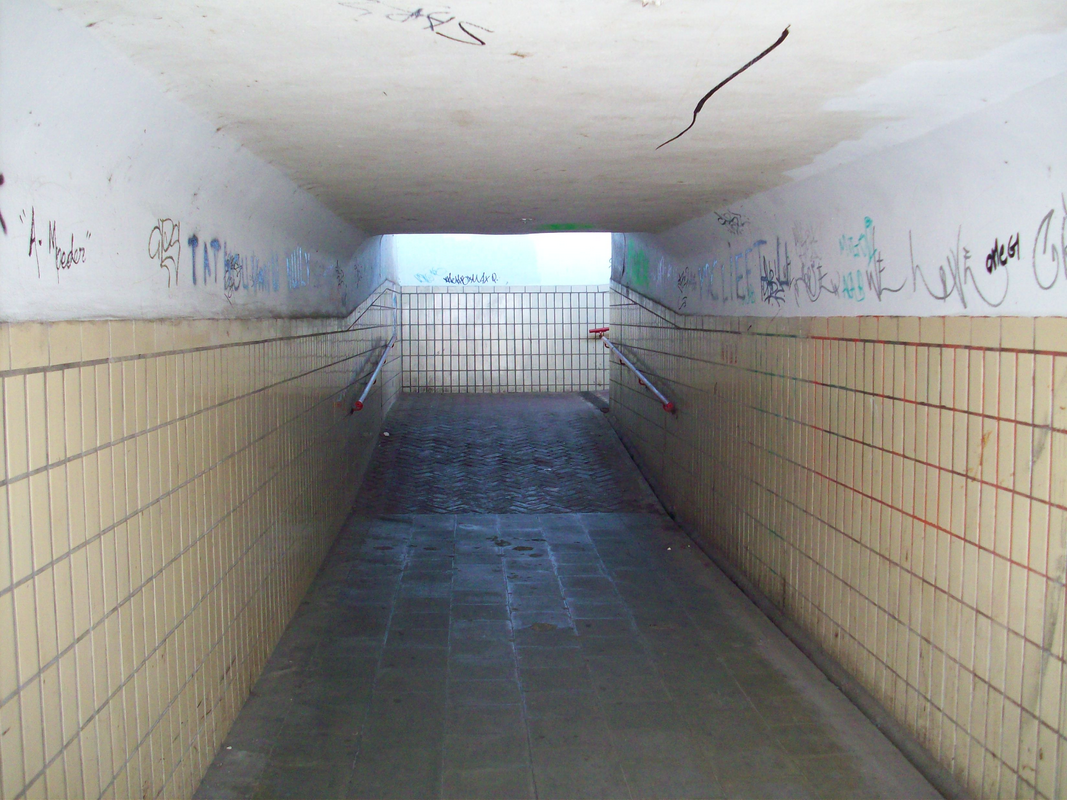
Passage souterrain.
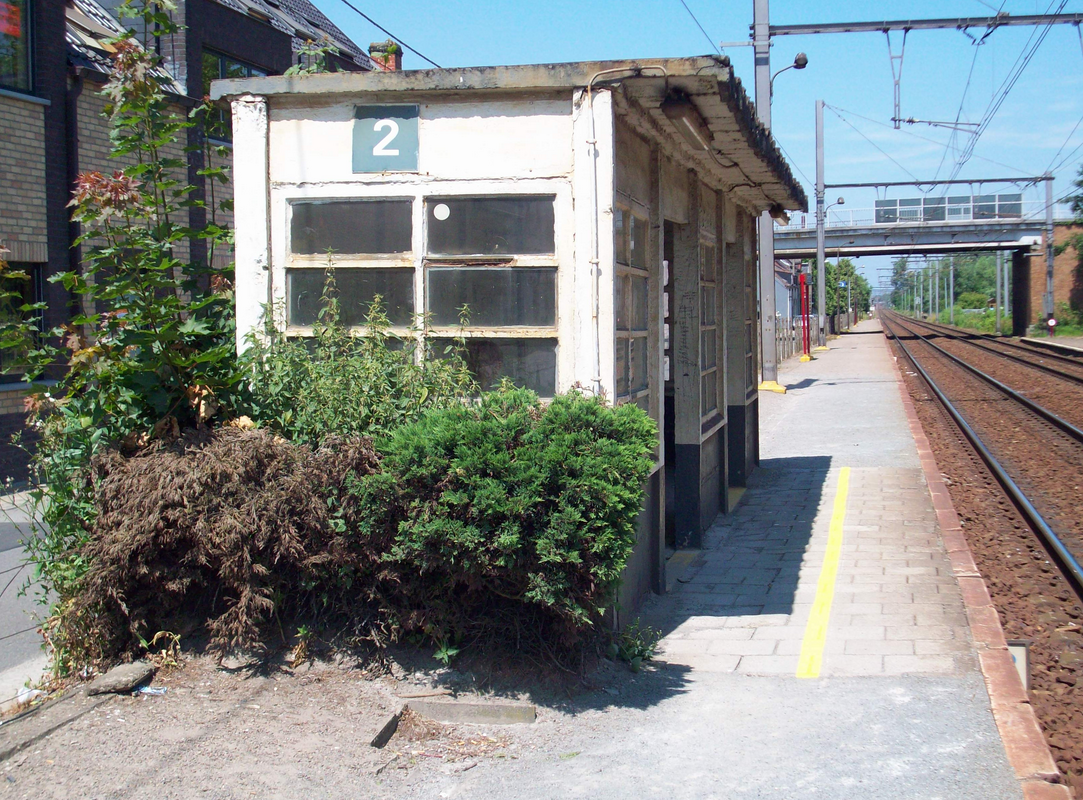
Ancien abri de quai.
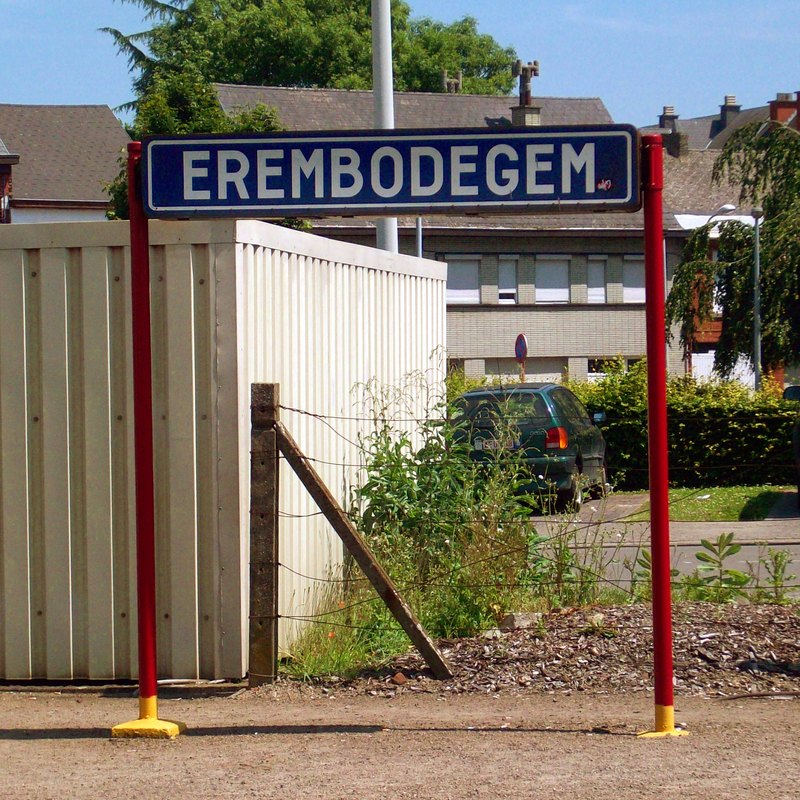
Panneau de quai.

### Intermodalité
Un parc pour les vélos et un parking pour les véhicules y sont aménagés. Des bus desservent la gare.

## Comptage voyageurs
Ce graphique et tableau montre le nombre de voyageurs embarquant en moyenne durant la semaine, le samedi et le dimanche.
| Nombre de passagers qui embarquent à la gare d`Erembodegem | Nombre de passagers qui embarquent à la gare d`Erembodegem | Nombre de passagers qui embarquent à la gare d`Erembodegem | Nombre de passagers qui embarquent à la gare d`Erembodegem |
|                                                            | Semaine                                                    | Samedi                                                     | Dimanche                                                   |
| ---------------------------------------------------------- | ---------------------------------------------------------- | ---------------------------------------------------------- | ---------------------------------------------------------- |
| 1977                                                       | 1 385                                                      | 184                                                        | 117                                                        |
| 1978                                                       | 1 514                                                      | 161                                                        | 99                                                         |
| 1979                                                       | 1 294                                                      | 153                                                        | 114                                                        |
| 1980                                                       | 1 122                                                      | 160                                                        | 116                                                        |
| 1981                                                       | 1 286                                                      | 195                                                        | 133                                                        |
| 1982                                                       | 1 223                                                      | 122                                                        | 92                                                         |
| 1983                                                       | 1 199                                                      | 158                                                        | 72                                                         |
| 1984                                                       | 919                                                        | 102                                                        | 75                                                         |
| 1985                                                       | 865                                                        | 64                                                         | 104                                                        |
| 1986                                                       | 830                                                        | 109                                                        | 56                                                         |
| 1987                                                       | 895                                                        | 135                                                        | 95                                                         |
| 1988                                                       | 858                                                        | 136                                                        | 90                                                         |
| 1989                                                       | 971                                                        | 158                                                        | 108                                                        |
| 1990                                                       | 1 059                                                      | 137                                                        | 90                                                         |
| 1991                                                       | 1 066                                                      | 202                                                        | 120                                                        |
| 1992                                                       | 1 013                                                      | 147                                                        | 120                                                        |
| 1993                                                       | 920                                                        | 149                                                        | 85                                                         |
| 1994                                                       | 1 134                                                      | 138                                                        | 70                                                         |
| 1995                                                       | 990                                                        | 111                                                        | 71                                                         |
| 1996                                                       | 1 069                                                      | 161                                                        | 92                                                         |
| 1997                                                       | 1 068                                                      | 138                                                        | 91                                                         |
| 1998                                                       | 832                                                        | 132                                                        | 88                                                         |
| 1999                                                       | 771                                                        | 132                                                        | 90                                                         |
| 2000                                                       | 801                                                        | 140                                                        | 100                                                        |
| 2001                                                       | 837                                                        | 146                                                        | 78                                                         |
| 2002                                                       | 859                                                        | 160                                                        | 102                                                        |
| 2003                                                       | 898                                                        | 160                                                        | 129                                                        |
| 2004                                                       | 976                                                        | 205                                                        | 96                                                         |
| 2005                                                       | 893                                                        | 223                                                        | 120                                                        |
| 2006                                                       | 943                                                        | 142                                                        | 160                                                        |
| 2007                                                       | 981                                                        | 148                                                        | 138                                                        |
| 2008                                                       | -                                                          | -                                                          | -                                                          |
| 2009                                                       | 983                                                        | 181                                                        | 148                                                        |
| 2010                                                       | -                                                          | -                                                          | -                                                          |
| 2011                                                       | -                                                          | -                                                          | -                                                          |
| 2012                                                       | 1 062                                                      | 227                                                        | 189                                                        |
| 2013                                                       | 978                                                        | 189                                                        | 171                                                        |
| 2014                                                       | 937                                                        | 188                                                        | 187                                                        |
| 2015                                                       | 788                                                        | 131                                                        | 143                                                        |
| 2016                                                       | 816                                                        | 205                                                        | 193                                                        |
| 2017                                                       | 801                                                        | 234                                                        | 185                                                        |
| 2018                                                       | 787                                                        | 236                                                        | 230                                                        |
| 2019                                                       | 1 001                                                      | 263                                                        | 218                                                        |
| 2020                                                       | 578                                                        | 201                                                        | 164                                                        |
| 2021                                                       | -                                                          | -                                                          | -                                                          |
| 2022                                                       | 1 058                                                      | 344                                                        | 385                                                        |
| 2023                                                       | 1 165                                                      | 423                                                        | 375                                                        |
| 2024                                                       | 1 085                                                      | 403                                                        | 352                                                        |